# Nowe Gołuszowice
Nowe Gołuszowice (niem. Neu Kreuzendorf)– wieś w Polsce położona w województwie opolskim, w powiecie głubczyckim, w gminie Głubczyce, na Płaskowyżu Głubczyckim u podnóża południowo-wschodniej części Gór Opawskich.
W latach 1975–1998 miejscowość administracyjnie należała do ówczesnego województwa opolskiego.
Leży na terenie Nadleśnictwa Prudnik (obręb Prudnik).